# Hypercompe xanthonota
Hypercompe xanthonota là một loài bướm đêm thuộc phân họ Arctiinae, họ Erebidae.